# Список легіонерів ФК «Десна»

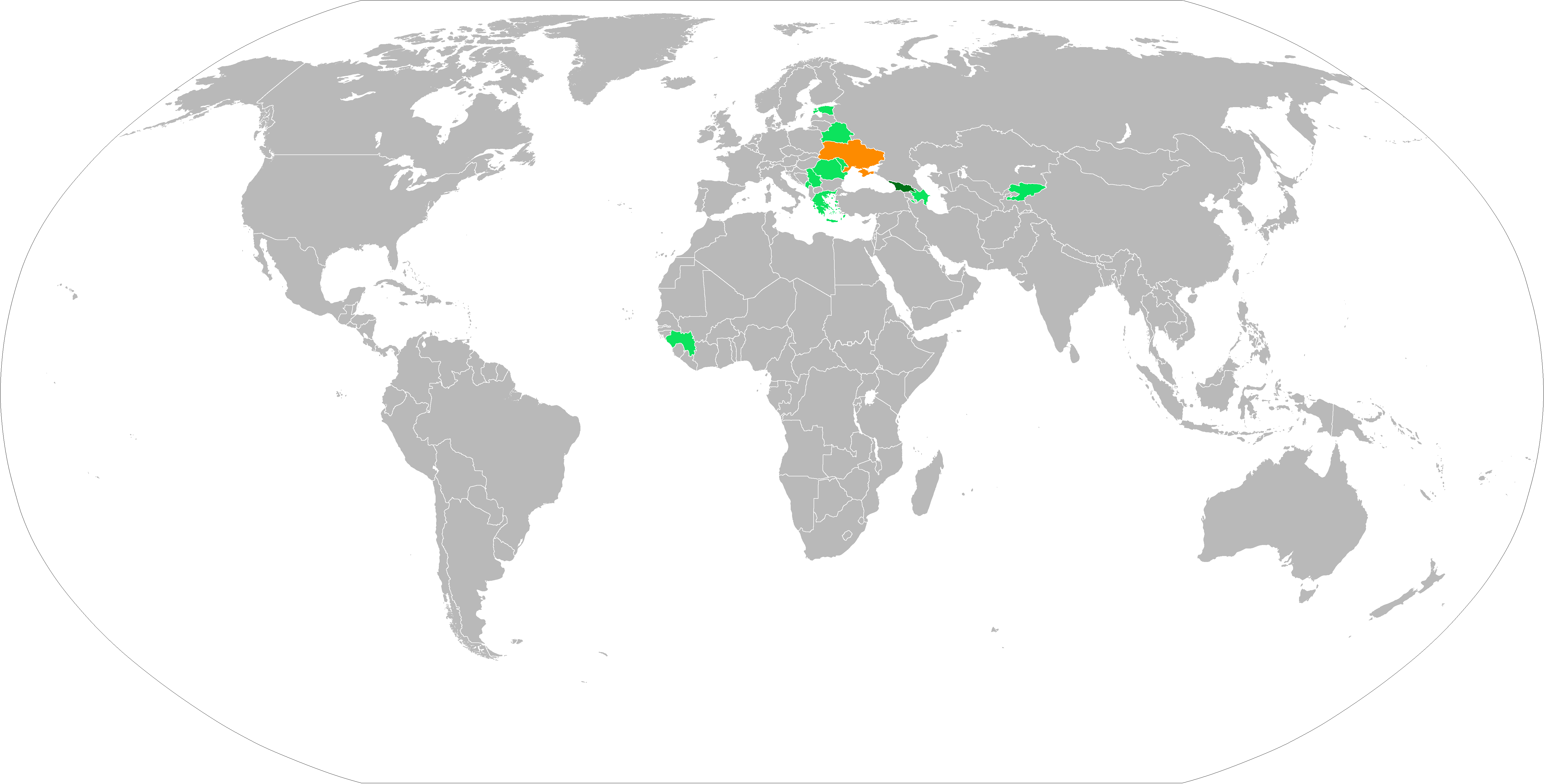
Карта країн, з яких походять легіонери «Десни». Темно-зеленим позначені країни, звідки в команді грало п'ять або більше футболістів, світло-зеленим — менше п'яти.

Список легіонерів ФК «Десна» — список усіх іноземних футболістів і тренерів чернігівської «Десни».
Загалом гравцями «Десни» були 20 легіонерів, що представляють 10 іноземних країн — 8 європейських, 1 азійську та 1 африканську. Найбільше легіонерів (10) мають громадянство Грузії. Троє іноземних гравців протягом кар'єри захищали кольори своїх національних збірних, проте єдиний, хто виступав одночасно за «Десну» та свою збірну — естонець Йоонас Тамм. Найбільше офіційних матчів за «Десну» серед легіонерів зіграв грузин Кахабері Сартанія — 146. На рівні Прем'єр-ліги серед іноземців Чернігів представляли грузин Лука Коберідзе, румун Константін Діма та Йоонас Тамм, естонець також виходив на поле у складі «Десни» в Лізі Європи.

## Перелік футболістів-легіонерів

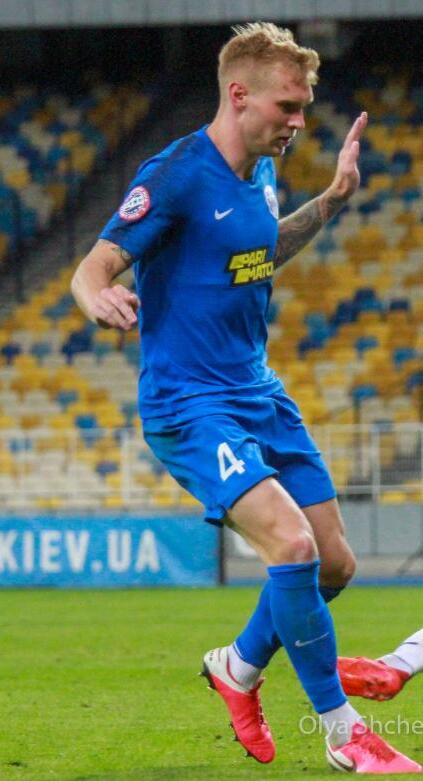
Естонець Йоонас Тамм — єдиний легіонер, який одночасно виступав за «Десну» та свою національну збірну

## Громадянство легіонерів
| Громадянство         | Кількість легіонерів |
| -------------------- | -------------------- |
| Грузія               | 10                   |
| Азербайджан          | 2                    |
| Білорусь             | 1                    |
| Гвінея               | 1                    |
| Греція               | 1                    |
| Естонія              | 1                    |
| Киргизстан           | 1                    |
| Молдова              | 1                    |
| Румунія              | 1                    |
| Сербія та Чорногорія | 1                    |

## Досягнення легіонерів у складі «Десни»

### Командні
- Йоонас Тамм
  - 4-те місце в Прем'єр-лізі: 2019/20
- Лука Коберідзе
  -  Срібний призер Першої ліги: 2016/17
  -  Бронзовий призер Першої ліги: 2017/18
- Гіоргі Гадрані
  -  Бронзовий призер Першої ліги: 2017/18
- Кахабері Сартанія
  -  Переможець Другої ліги: 1996/97
- Владислав Носенко
  -  Срібний призер Другої ліги: 2003/04
  -  Бронзовий призер Другої ліги: 2002/03
- Мілан Загорац
  -  Срібний призер Другої ліги: 2003/04

### Особисті
- Йоонас Тамм
  - 2-ге місце в опитуванні «Футболіст року в Естонії»: 2021[28]
- Гоча Гогохія
  - Найкращий бомбардир «Десни» в сезоні: 1998/99
- Руслан Зейналов
  - Найкращий бомбардир «Десни» в сезоні: 2008/09